# 大熊喜代松
大熊喜代松（おおくま きよまつ、1926年1月5日 - 2008年10月24日）は、日本の教育学者。
千葉県出身。早稲田大学文学部卒業。千葉市立院内小学校言語治療教室担任、千葉県特殊教育センター言語障害児教育研究部長、市川市立養護学校長、千葉県立桜ヶ丘養護学校長、千葉県立千葉盲学校長。大学非常勤講師、NHK「ことばの治療教室」、「ことばの教育相談」などの講師を務める。植草学園短期大学特任教授、日本言語障害児教育研究会副会長。言語障害児教育の業績に対し、文部大臣賞、1969年吉川英治文化賞、読売教育賞など受賞。

## 著書
- 『読みのおくれた子どもの治療教室』光風出版東京営業所 光風教育ライブラリー 1954
- 『言語障害児のコトバの指導』日本文化科学社 特殊教育双書 1962
- 『ママ・ぼくの舌切ってよ! 言語障害児治療教室教師の手記』東都書房 1965
- 『ママぼくもう話せるよ コトバの遅れた子の扱い方、導き方』あすなろ書房 1965
- 『絵カード遊びによる正しい発音の育て方』日本文化科学社 1966
- 『NHKどもりの子の母親教室』日本放送出版協会 1971
- 『ちえ遅れの子のことばの育て方 母と教師のために』日本文化科学社 1978
- 『ボクもワタシも話したい ことばを育てる親と教師』日本文化科学社 1986
- 『ことば・発音・話し方を育てる ことばの発達相談』日本文化科学社 1988
- 『障害がある子の母親支援の方法 事例式』学習研究社 1995
- 『愛して育てる心とことば』フィリア 2004
- 『子どものこころとことばを育てる』新風舎 2006

### 共著編
- 『NHKことばの治療教室』林賢之助共著 日本放送出版協会 1968
- 『言語治療教室の設置と運営』林賢之助共著 日本言語障害児教育研究会編 日本文化科学社 1970
- 『ことばを求めて 言語障害児とともに』編 日本放送出版協会 1973
- 『精神薄弱児のことばの指導』小出進共編著 日本文化科学社 1977
- 『言語障害児教育の実際シリーズ 教室経営』責任編集 日本文化科学社 1980
- 『NHKことばの教育相談』佐藤忠男共著 日本放送出版協会 1982
- 『遊びによることばと発音の育て方 母親と教師のために』編著 日本文化科学社 1983
- 『実践障害をもつ子どもの母親指導 親と教師のよりよい協力のために』編著 学習研究社 障害児教育指導技術双書 1984
- 『ことばを求めて 母親と子どもの手記』編著 学苑社 シリーズ・「ことばを育てる」 1991
- 『言語障害児教育のあすを考える 言語障害・難聴通級指導教室のルーツをさぐり、日本言語障害児教育研究会の歩みをたどる史料』山岸次郎共編 日本言語障害児教育研究会 1997
- 『たのしいことばと発音の遊び116』編著 フィリア 2004
- 『母と子のふれあい育児のすすめ 甘え安心させる育児の基本を見直す』菱沼正共著 文芸社 2009

## 論文
- Cinii